# Шарипов, Ади Шарипович
Ади Шарипович Шарипов (19 декабря 1912, Мариновка, Кокпектинская волость, Зайсанский уезд, Семипалатинская область, Российская империя — 4 ноября 1993, Алма-Ата, Алматинская область, Казахстан) — писатель, доктор филологических наук (1973), заслуженный учитель Казахской ССР (1957).

## Биография
Родился 19 декабря 1912 года в селе Мариновка Кокпектинской волости Зайсанского уезда Семипалатинской области (ныне — село Ади Жарминского района Восточно-Казахстанской области Казахстана). Происходит из племени найман
В 1938 году — окончил КазПИ.
В 1938—1940 гг. — учитель в школах Алматинской области.
Во время Великой Отечественной войны был во главе партизанского отряда. Описывал мужество партизан и свою борьбу в своих произведениях.
В 1944—1958 годах — заместитель министра в Казахской ССР, в 1958—1963 гг. — министр образования.
В 1963—1966 гг. — заместитель председателя Совета министров и министр иностранных дел Казахской ССР.
В 1966—1971 гг. — 1-й секретарь Союза писателей Казахской ССР, секретарь Союза писателей СССР.
В 1971—1979 гг. — старший научный сотрудник в Институте литературы и искусства в Академии наук Казахской ССР, в 1979—1993 гг. — директор института.
Скончался 4 ноября 1993 года, похоронен на Кенсайском кладбище Алматы.

## Общественная деятельность
Депутат Верховного Совета Казахской ССР 5-6-го созывов и депутат Верховного Совета СССР 5-го и 7-го созыва.

## Награды
- Орден Ленина
- Орден Отечественной войны 1-й степени
- 2 ордена Трудового Красного Знамени (в том числе 28.10.1967[2])
- Орден Красной Звезды
- Орден «Знак Почёта»[3]

## В культуре
В 2022 году был снят казахстанский художественный фильм «Лето 1941 года» о военном периоде жизни Ади Шарипова.

## Память
- Улица Ади Шарипова (бывшая улица Мечникова) и стоящий на ней памятник в Алма-Ате.